# Estação Brotas
A Estação Brotas é uma das estações do Metrô de Salvador, situada em Salvador no bairro de Brotas. É uma das estações que integram a Linha 1 do sistema.
Foi inaugurada em 11 de junho de 2014 juntamente com outras três estações da linha.

## Características
A estação tem 2 703,83 metros quadrados de área construída em trecho de superfície. Dispõe de dois acessos: um pela Avenida Mário Leal Ferreira (Bonocô) ou pela Rua das Pitangueiras. Possui duas plataformas laterais de embarque/desembarque.